# الجبهة العربية الفلسطينية
الجبهة العربية الفلسطينية تنظيم فلسطيني قومي ينتمي إلى منظمة التحرير الفلسطينية، تأسس سنة 1993 إثر حدوث انشقاق في جبهة التحرير العربية على خلفية اتفاقية أوسلو وقرار قيادة جبهة التحرير العربية الموالية للبعث العراقي بتجميد عضويتها في منظمة التحرير. ساندت الجبهة محمود عباس في الانتخابات الرئاسية سنة 2005. شاركت في الانتخابات التشريعية سنة 2006 تحت قائمة «الحرية والاستقلال» . أمينها العام الأول كان جميل شحادة. استلم سليم البرديني الأمانة العامة للجبهة بعد وفاة شحادة.

## وصلات خارجية
- الجبهة العربية الفلسطينية